# Maienfeld
Maienfeld (Reto-Romaans: Maiavilla) is een gemeente en plaats in het Zwitserse kanton Graubünden, en maakt deel uit van het district Landquart. Het stadje behoort tot de Bündner Herrschaft. Maienfeld telt 2434 inwoners.

## Geboren
- Maria Gugelberg von Moos (1836-1918), Zwitserse botanica

## Overleden
- Maria Gugelberg von Moos (1836-1918), Zwitserse botanica